# Veigné
Veigné är en kommun i departementet Indre-et-Loire i regionen Centre-Val de Loire i de centrala delarna av Frankrike. Kommunen ligger i kantonen Montbazon som tillhör arrondissementet Tours. År 2022 hade Veigné 6 734 invånare.

## Befolkningsutveckling
Antalet invånare i kommunen Veigné
Referens:INSEE